# 宮城そういち
宮城 そういち（みやぎ そういち、1975年10月10日 - ）は、日本の政治家、音楽家、実業家。千葉県習志野市議会議員（1期）、四街道市議会議員（1期）。

## 来歴
千葉県出身、千葉県育ち。千葉経済大学付属高校卒業。
1990年代から浦田恵司や鈴木直樹に師事。以降アーティスト、CM、劇伴などのレコーディングで、マニピュレーターやレコーディング・エンジニアをはじめる。同時期に大森隆志、近田春夫などと出会い、2025年現在も交流がある。大森隆志は、1998年、宮城の実母が亡くなった際の葬儀に、サザンオールスターズ 大森隆志として供花を贈っている。
1993年、千葉経済大学付属高等学校創立60年周年記念歌を作曲。
1996年、幼馴染である高橋浩平とDEVELOPED MUSIQUE SYSTEMSを結成。同ユニットの楽曲「PACIFIC」が、坂本龍一の音楽番組「gut on-line」で優秀作品に選ばれ、同年のコンピレーション・アルバムに参加。
1999年、椅子 / 椎名法子（作詞：秋元康 / 作曲：馬場俊英）にドラムで参加。ロッテ「紗雪」のCMソング。
2000年、MIE、KYEと共にMIYAGI BANDを結成。2001年、MIYAGI BANDは、音楽プロデューサーの石川光に気に入られデビューが決まった。浦田恵司の紹介で、当時タワーレコード株式会社代表であったジョージ・カックルを紹介され、1stライブはタワーレコード渋谷店で行われた。
2002年、MIYAGI BANDは、ベイエフエムでレギュラー番組「MUSIC NEVER STOP」、TBSテレビ「COUNT DOWN TV」への出演、一本のMV、一枚のマキシシングル、一枚のアルバムをリリースしたが、現在は活動休止中。MIEは、2007年、Lil'Bのボーカルとしてデフスターレコーズよりデビュー。8月、中山加奈子のラジオ番組「NO LIMIT」（USENラジオ）にゲスト出演。10月、大森隆志初ソロシングル「熱いくちづけ / 遠い夏」に、マニピュレーター、サウンドエンジニアで参加。同シングルのリズムトラック、シンセサイザー、ギターの録音は、宮城のスタジオで行われた。
2003年8月、ポニーキャニオンから「Endless... / Sweetio」がリリース。作曲は宮城、編曲は水島康貴。フジテレビ系列金曜エンタテイメントのオープニングテーマに使われた。
2005年10月1日、千葉市中央区にライブハウス BELT設立。2006年2月プレオープン。2011年に屋号をLOOMに変更。2006年4月、リットーミュージックのキーボード・マガジン4月号で、米国アレシス社の新製品シンセサイザーFusionについてレビュー執筆。2007年、幼馴染の和乃弦と環境音楽ユニットMIYAGENを結成。
2009年11月22日、宮城の友人である、元Home GrownのKon“MPC”Kenが、MIGHTY CROWN FAMILYのGUAN CHAI、現Home GrownメンバーのSEIIJIman、KENTA、GUEST DEEJAY RUEEDなどを連れてBELTに集まり、「MusicPlayazCamp」を開催、サウンドエンジニアを担当。バンドは全員AKAIのMPCのみを使用して、ドラム、ベースなどのサンプリングされた音源を鳴らして演奏。
2011年12月25日、富山県の黒部・宇奈月温泉 やまのはで、宮城がリーダードラム担当するYMOのカバーバンド、「CMO」がディナーショーを行った。このイベントの開催は、同ホテルの支配人から宮城が直接オファーを受け実現したもので、事前にホテル側が地元のラジオでCMを流したり、宮城も大阪のシンセサイザーメーカー「REON」の代表取締役社長である荒川伸に、当日のステージに、同社の大型アナログシンセサイザーの設置や、荒川の松武秀樹役としての出演を打診。荒川はそれを快諾。ステージ上には、当時のYMOのステージを彷彿とさせる、アナログシンセサイザーやシンセドラムなどが並んだものとなった。
2015年3月13日、東京都小岩のライブハウス「ジョニーエンジェル」とLOOMが業務提携を行う。12月12日、大森隆志が自身のバースデーライブをLOOMで行う。キーボード / 大島こうすけ、サックス / 包国充、ベース / Lawrence Daniels、ドラム / Jay Stixx、ゲスト / 和田静男。宮城はサウンドエンジニア・フライヤー制作などを担当。
2016年2月28日、千葉県四街道市議会議員選挙に立候補。871票 2.63%を得票するも、次々点で落選した。
5月20日、ジャマイカから「ONE LOVE JAMAICA FESTIVAL」の為に来日した、レゲエシンガーRichie StephensのライブをLOOMで行う。同日YOUTH OF ROOTSのライブも開催。バックバンドでは、Kon“MPC”Kenがベースを演奏。宮城はサウンドエンジニアを担当。12月10日、大森隆志が自身のバースデーライブを、二年連続LOOMで行う。宮城はサウンドエンジニア・フライヤー制作などを担当。メンバーは昨年度からキーボード / 大島こうすけを除く全員。
2017年2月25日、浅倉大介「Daisuke Asakura Club Tour Sequence Virus 2017 -First cours-」の千葉公演にサウンドエンジニアで参加。3月26日、千葉県浦安市長選挙立候補者(現浦安市議会議員) 岡野純子 プロモーションムービー 「ONE浦安」の制作にあたり宮城は音楽とビデオ編集を担当。6月10日、三味線奏者の高橋孝「PLIVATE LIVE vol.10」千葉公演にサウンドエンジニアで参加。
2018年12月10日、キーボード・マガジン2019年WINTER号掲載、YMO結成40周年記念特集同梱CDに、DEVELOPED MUSIQUE SYSTEMS名義で「黄的人民曲」が収録。
2019年4月21日、千葉県習志野市議会議員選挙に立候補、1,370票を得票し37人中24位で当選。習志野市議会で、会派「民意と歩む会」に所属、総務常任委員会、議会報編集委員会、市有財産調査委員会などに所属。
5月18日、鳥肌実の「鳥肌実毒炎会」千葉公演でサウンドエンジニアと照明を担当。10月4日、NHKから国民を守る党の公式サイトであるNHKから国民を守る党を大規模にリニューアルして発表。11月1日、習志野市議会だより184号の表紙写真は、宮城が撮影したものが採用された。11月5日-8日、習志野市議会の会派「民意と歩む会」のメンバー、佐野正人/木村孝（立憲民主党）と共に、沖縄県国頭郡本部町、名護市、島尻郡座間味村、那覇市などを会派視察で訪問。
2020年6月29日、ホリエモン新党の公式サイトホリエモン新党を発表。9月12日、鳥肌実の千葉毒炎会（「神風弐年ハードコア漫談」千葉公演）に宮城はサウンドエンジニアと照明で参加。9月16日、動画配信者・浜田聡参議院議員秘書の新藤加菜、動画配信者・東京都立川市議会議員の久保田学と共に、NHKから国民を守る党の広報室発足。党のホームページ・カメラ撮影・SNSの更新など担当。因みに新藤は2021年3月に党を離職している。2021年2月5日、「NHK党」のロゴマークを制作・発表。2025年4月現在、NHK党公式のロゴマークとして、党のホームページ・チラシ・街宣車などで使用されている。7月3日、「NHK党」公式サイト・NHK党を制作発表。
10月16日、近田春夫の70歳と音楽活動50周年を記念した所縁のアーティストが一堂に会するパーティー「B.P.M. Syndicate」が新木場ageHaで開催されIslandフロアを担当。
2022年7月、東谷義和と、元FC2創業者の高橋理洋が、新たに独自のソーシャルメディア「GC2（ガーシー2）」をリリース。リリース当時、GC2のロゴマークがFC2のロゴマークに酷似していたことから、FC2からGC2にクレームが入り、7月19日、高橋は急遽GC2の新しいロゴマークを自身のTwitterで公募・7月24日、高橋がロゴマーク公募の結果をTwitterで発表、宮城の作品が2位に選ばれ、GC2事務局から賞金を獲得した。
2023年11月、中西紫朗が東京都港区赤坂にオープンした「hakubo」の店内音響を総合プロデュース。
2024年2月18日、千葉県四街道市議会議員選挙に立候補、1,033票を得票し28人中16位で当選。会派「政 まつりごと」代表、教育民生常任委員会、広報公聴委員会などに所属。

## 人物
クラフトワーク・YMOに最も影響を受け、幼少期からドラムや打ち込み を始めた。2021年現在も、YMOのファンイベントであるYellow Magic Night を主宰。PCやインターネット などについて、30歳頃から本格的に勉強を始め、現在は音楽用にMac、その他用にMicrosoft Windowsも使用する。かなりの旅行好きであり、過去にバックパッカーだった時期もある。お気に入りの沖縄、タイに何度も行き、様々なカメラ撮影技術を覚えた。